# Ticker

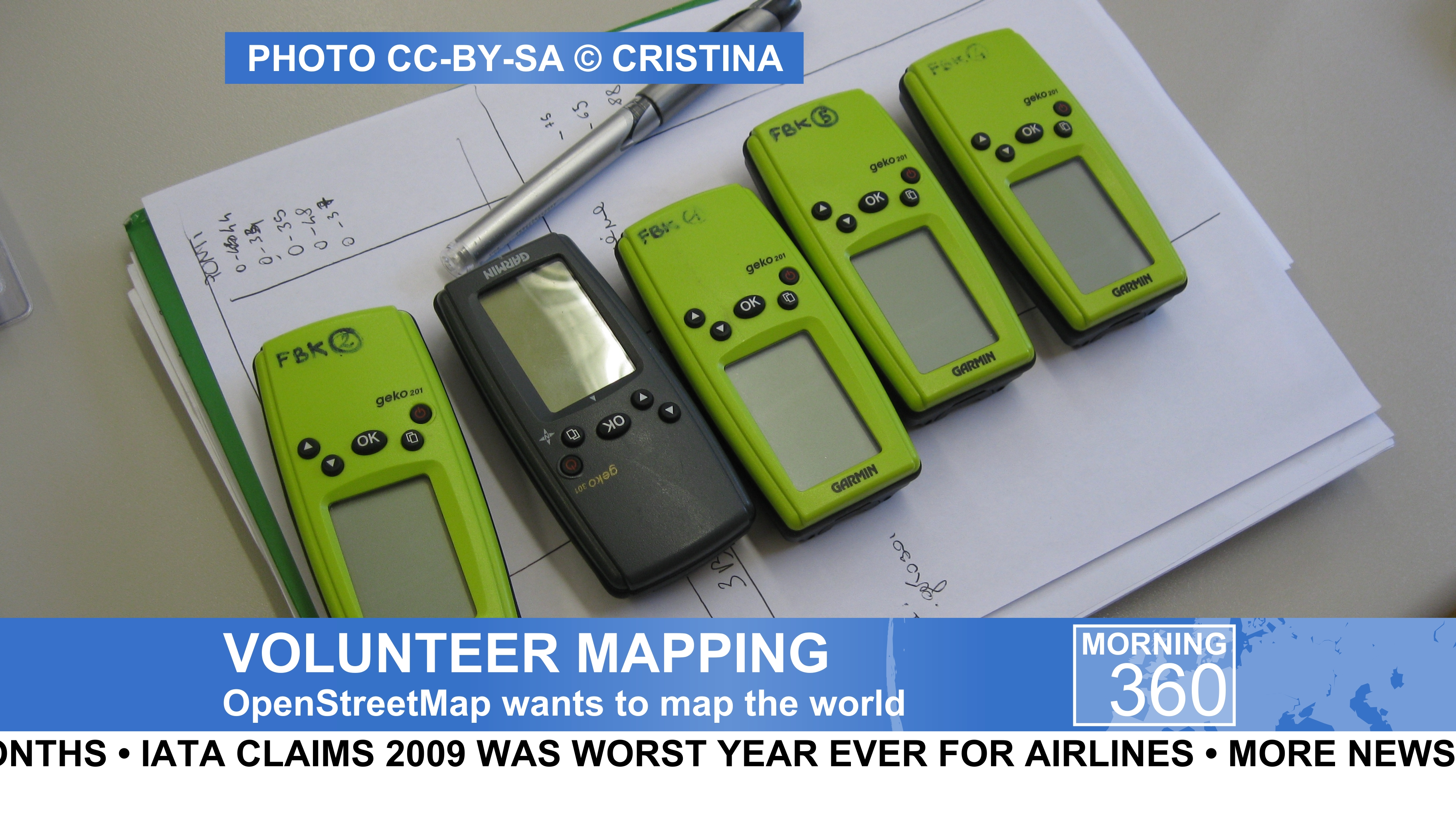
Ticker

Ticker (inaczej scroll lub crawl) – pasek informacyjny, na którym widoczne są najważniejsze informacje. Jest zwykle umieszczany w dolnej części ekranu telewizora i wyświetlany przez cały czas trwania programu telewizyjnego. Pierwszy raz ten sposób przekazywania informacji zastosowała amerykańska stacja Fox News Channel.
Pasek informacyjny powszechnie występuje w telewizjach informacyjnych, takich jak: TVN24, BBC World News, BBC News, TVP Info, Polsat News, TVN24 BiS, CNN, MSNBC, Fox News itp.
Na tickerze są przedstawiane najczęściej krótkie jednozdaniowe komunikaty, które rozwijane są w czasie serwisów informacyjnych. W polskich telewizjach informacyjnych ticker z reguły ma kolor niebieski, a gdy informacja jest ważna, zamienia się go na czerwony. Tradycyjnie pasek informacyjny przewijany jest w poziomie, a informacje są oddzielone symbolem (zazwyczaj logo stacji), jednak wiele kanałów wprowadziło ticker, na którym pojawiają się i znikają pojedyncze informacje.

## Przykłady
Od 1 września 2008 telewizja TVN24 stosuje podwójny ticker. Na dolnym, na białym tle przewijają się pisane niebieską czcionką informacje z kraju i ze świata. W razie konieczności nad nim, na żółtym tle pojawiają się kolejno pisane czarną czcionką wiadomości oznaczone znaczkiem „PILNE”. Od 2 marca 2009 pilne wiadomości są wyświetlane na żółtym tle.
Pasek informacyjny wykorzystywany jest także w innych kanałach niż informacyjne. Wszystkie kanały TVP i TVN wykorzystywały ticker w czasie ostatnich dni życia Jana Pawła II w 2005, po katastrofie budowlanej w Katowicach w 2006 roku czy w czasie żałoby narodowej po katastrofie polskiego samolotu rządowego w Smoleńsku w 2010 roku. Ticker Wiadomości był też emitowany w programie TVP1 Kawa czy herbata?. W TVP Warszawa nadawany był pasek informacyjny TVP Info. Od 14 października 2016 telewizja TVP Info stosuje podwójny ticker.
Po śmierci Jana Pawła II telewizje TVN24 i TVP zmieniły kolor tickera na czarny. W ostatnich dniach życia papieża tickery tych stacji miały kolor czerwony. Natomiast w czasie żałoby narodowej po katastrofie polskiego Tu-154 w Smoleńsku na wszystkich kanałach TVP wykorzystywano czarny pasek z ozdobnikiem w postaci czarnej wstążki z napisem „Bądźmy razem” uprzednio stosowany tylko w TVP Info.